# Viliya (village)
Viliya (en ukrainien : Вілія) est une commune rurale de l'oblast de Rivne, en Ukraine. 

## Géographie
Viliya est située dans le raïon d'Ostroh, sur la rivière Viliya, à 47 km au sud de Rivne. 

## Histoire
Les premières sources à y faire référence remontent au XVe siècle. C'est là que naquit en 1904 le célèbre écrivain soviétique Nikolaï Ostrovski. Il y vécut jusqu'en 1912. On trouve mention de la famille de Nikolaï Ostrovski pour la première fois en 1854 sur les registres paroissiaux faisant état des communions. Son grand-père combattit lors de la guerre de Crimée. Pendant la Seconde Guerre mondiale, le village fut réduit en cendres par les troupes allemandes.